# Résolution 2735 du Conseil de sécurité des Nations unies
Membres permanents
- Chine
- États-Unis
- France
- Royaume-Uni
- Russie

Membres non permanents
Résolution no 2734 Résolution no 2736
La résolution 2735 du Conseil de sécurité des Nations unies, adoptée le 10 juin 2024, appelle le Hamas à accepter un accord proposé sur les otages et le cessez-le-feu dans la guerre en cours entre Israël et le Hamas. La résolution, présentée par les États-Unis, détaille la proposition en trois phases et note l’acceptation de celle-ci par Israël. La mise en œuvre de l’accord décrit entraînerait la libération de tous les otages détenus par le Hamas, l’établissement d’un cessez-le-feu permanent dans la bande de Gaza et la mise en œuvre d’un plan de reconstruction pluriannuel. En outre, la résolution rejette tout changement démographique ou territorial dans la bande de Gaza et réaffirme le soutien du Conseil de sécurité à une solution à deux États, envisageant l’unification de la bande de Gaza et de la Cisjordanie sous la gouvernance de l’Autorité palestinienne.
La résolution a reçu un soutien unanime, la fédération de Russie s’étant abstenue lors du vote.

## Contexte
Le 31 mai 2024, le président Joe Biden a présenté publiquement une proposition de prise d’otages et de cessez-le-feu lors d’un discours télévisé, marquant un moment charnière dans les efforts américains pour résoudre le conflit. Élaborée avec des médiateurs qataris et égyptiens, la proposition comprend un cessez-le-feu de six semaines pendant lequel les forces israéliennes se retireraient des zones peuplées de Gaza. En échange, le Hamas libérerait certains otages capturés lors des attentats du 7 octobre, et Israël libérerait des centaines de prisonniers palestiniens. Les phases ultérieures du plan prévoient la libération de tous les otages, un retrait israélien complet et un plan de reconstruction de la bande de Gaza. Les détails présentés sont un résumé d’une proposition qu’Israël avait transmise aux médiateurs.
Malgré l'appel public et l'origine de cette proposition, ni le Premier ministre israélien Benjamin Netanyahu ni le Hamas n'ont accepté publiquement ou formellement l'accord au moment de l'adoption de cette résolution. Netanyahu soutient que les termes décrits publiquement sont inexacts et maintient que les opérations militaires se poursuivront jusqu'à la défaite du Hamas,.
L’administration Biden exerce une pression importante sur le Hamas par l’intermédiaire de pays médiateurs, l’Égypte et le Qatar. Le Qatar et l’Égypte ont tous deux menacé les dirigeants du Hamas d’une possible arrestation, d’un gel de leurs avoirs, de sanctions et d’une expulsion de Doha s’ils n’acceptaient pas la proposition sur la table. Ces actions font partie d’une stratégie américaine plus large visant à exploiter l’influence régionale pour amener le Hamas à la table des négociations et obtenir une cessation des hostilités.
En Israël, les complexités politiques affectent la situation. Les partenaires de la coalition d'extrême droite de Netanyahu s'opposent à tout cessez-le-feu et ont menacé de faire tomber le gouvernement s'il acceptait l'accord. Les dirigeants de l'opposition ont proposé leur soutien à un accord sur les otages, mais de profondes divisions politiques et la position précaire de Netanyahu compliquent sa prise de décision.

## Bilan des votes
- Les membres permanents du Conseil de sécurité sont en gras.

| Pour (14) | Abstention (1) | Contre (0) |
| --- | -------------- | ---------- |
| - Algérie - Chine - Équateur - France - Guyana - Japon - Mozambique - Malte - Sierra Leone - Slovénie - Corée du Sud - Suisse - Royaume-Uni - États-Unis | - Russie       |            |

## Réactions

### Israël et Palestine
- Israël : Le représentant d'Israël à l'ONU n'a ni confirmé ni démenti l'acceptation par Israël de la proposition concernant les otages et le cessez-le-feu, reprenant les déclarations du Premier ministre selon lesquelles Israël a l'intention de continuer à combattre jusqu'à ce que tous les otages soient libérés et que le Hamas soit démantelé militairement[6].
- État de Palestine : Le président de l'Autorité palestinienne, Mahmoud Abbas, a salué l'adoption de la résolution[7].
- Hamas : L'organisation a accueilli favorablement le contenu de la résolution, déclarant que le Hamas est prêt à engager des discussions avec les médiateurs dans le cadre de négociations ultérieures[7]. Le porte-parole principal, Sami Abu Zuhri, a déclaré que le Hamas avait accepté la résolution[8].